# 宜良囊瓣芹
宜良囊瓣芹（学名：Pternopetalum yiliangense）为伞形科囊瓣芹属的植物，为中国的特有植物。分布在中国大陆的云南等地，生长于海拔2,000米的地区，常生于河边，目前尚未由人工引种栽培。